# Ewald Wolf
Ewald Wolf (* 28. März 1955) ist ein ehemaliger Radrennfahrer aus Liechtenstein.

## Sportliche Laufbahn
Wolf ist im Strassenradsport aktiv. 1976, 1979, 1981, 1982 wurde er Liechtensteiner Meister im Strassenrennen. 2014 gewann er den Titel im Einzelzeitfahren mit fast 50 Jahren. 1980 gewann er eine Etappe im Grand Prix Guillaume Tell (20. Gesamtrang). 1977 kam er im Rennen der Amateure bei den Strassenradsport-Weltmeisterschaften auf den 57. Platz, 1978 wurde er 37., 1981 39. und 1982 31. 
In der Tour de l’Avenir 1978 wurde er 29. der Gesamtwertung, wobei er für das Team der Schweiz startete. 1981 wurde er 19. in der Österreich-Rundfahrt. 2001 vertrat er Liechtenstein bei den Spielen der kleinen Staaten von Europa im Radsport. Im Strassenrennen und im Einzelzeitfahren kam er jeweils auf den 8. Platz. 2016 wurde Ewald Wolf Ehrenmitglied des Liechtensteiner Radfahrerverbandes (LRV). 2023 und 2024 nahm Ewald Wolf an den UCI Gran Fondo World Championships teil. 
Auch gründete der Vaduzer 1996 den EHC Vaduz.